# Partiet för rättvisa, integration och enighet
Partiet för rättvisa, integration och enighet (albanska: Partia Drejtësi, Integrim dhe Unitet, förkortat PDIU) är ett nationalistiskt politiskt parti i Albanien. Partiet grundades 2011 och leds sedan samma år av Shpëtim Idrizi. Partiets huvudfrågor är nationella ärenden, däribland frågor kring Çamëria. 

## Historia
Partiet bildades officiellt 17 februari 2011 som en sammanslagning av partierna partiet för rättvisa och integration samt partiet för rättvisa och enighet. Sedan partiet grundades leds det av den tidigare parlamentsledamoten för Albaniens demokratiska parti Shpëtim Idrizi.

### Parlamentsvalet 2013
Partiet ställde upp i sitt första parlamentsval 2013 som en del av koalitionen APMI med bland annat det demokratiska partiet som leddes av Sali Berisha. PDIU fick 2,61% av rösterna vilket gav 4 mandat i parlamentet för partiet. Även partiledaren Idrizi valdes in i parlamentet, men från det demokratiska partiets lista i Fier vilket i verkligheten innebar 5 mandat för partiet.
1. Aqif Rakipi för Elbasan prefektur
2. Dashamir Tahiri för Vlorë prefektur
3. Omer Mamo för Fier prefektur
4. Tahir Muhedini för Tiranë prefektur
5. Mesila Doda för Fier prefektur (anslöt efter att ha lämnat PD 2016.)

### Parlamentsvalet 2017
I valet 2017 ställde partiet upp utan allians. I valet den 25 juni 2017 erhöll man 4,81% av rösterna vilket innebar en ökning från föregående val. Mandatförändringen mot valet 2013 blev dock negativ, minus ett mandat till att ha 3 mandat. Två av partiets tyngsta namn blev dock utan plats i parlamentet. Både Shpëtim Idrizi och Mesila Doda hamnade utanför parlamentet.
1. Aqif Rakipi för Elbasan prefektur
2. Bujar Muca för Elbasan prefektur
3. Reme Lala för Dibër prefektur

## Valresultat
| Val  | Röster | %     | Mandat  | +/- | Plats | Makthavande |
| ---- | ------ | ----- | ------- | --- | ----- | ----------- |
| 2013 | 44,957 | 2,61% | 4 / 140 | ▲ 4 | ▲ 5:e | Opposition  |
| 2017 | 76,064 | 4,81% | 3 / 140 | ▼ 1 | ▲ 4:e | Stödparti   |